# شهرستان زایسان
شهرستان زایسان (به قزاقی: Зайсан ауданы، زايسان اۋدانى) یک شهرستان در قزاقستان است که در استان قزاقستان شرقی واقع شده‌است. شهرستان زایسان ۱۰٬۵۰۰ کیلومتر مربع مساحت و ۳۷٬۹۲۴ نفر جمعیت دارد.